# Arne Slot
Arend Martijn Slot (Zaldibar, 1978. szeptember 17. –) holland labdarúgóedző, 2024-től a Liverpool menedzsere.

## Pályafutása

### Játékosként
Slot labdarúgó pályafutása során holland első-, és másodosztályú csapatokban futballozott (PEC Zwolle, NAC Breda, Sparta Rotterdam). Több mint kétszáz holland élvonalbeli mérkőzésen lépett pályára. 2013-ban az akkor élvonalbeli PEC Zwolle csapatából vonult vissza a labdarúgó-pályafutásától, hogy edzői karrierjét elkezdje.

### Edzőként
Első vezetőedzői megbízását 2019-ben az élvonalbeli AZ csapatánál kapta meg; a csapatot az első idényében az Európa-liga csoportköréig vezette, a holland bajnokságban pedig az ezüstérmet szerezték meg az azonos pontszámmal végző AFC Ajax mögött. Az AZ csapatától 2020 decemberében menesztették. 2021 nyarán a Feyenoord vezetőedzőjének nevezték ki; a rotterdami csapatot a 2022-es UEFA Európa Konferencia Liga-döntőbe vezette, valamint 2023-ban holland bajnoki címet nyert.

## Edzői statisztika
2024. május 12-én lett frissítve.
| Csapat    | Nemzet   | –tól              | –ig               | Mérleg | Mérleg | Mérleg | Mérleg     | Mérleg | Mérleg | Mérleg | Mérleg |
| M         | GY       | D                 | V                 | RG     | KG     | GK     | Győzelem % |        |        |        |        |
| --------- | -------- | ----------------- | ----------------- | ------ | ------ | ------ | ---------- | ------ | ------ | ------ | ------ |
| Cambuur   | NED      | 2016. október 15. | 2017. június 30.  | 34     | 21     | 6      | 7          | 75     | 31     | +44    | 61.76  |
| AZ        | NED      | 2019. július 1.   | 2020. december 5. | 58     | 32     | 16     | 10         | 118    | 52     | +66    | 55.17  |
| Feyenoord | NED      | 2021. július 1.   | 2024. május 19.   | 149    | 97     | 29     | 23         | 340    | 150    | +190   | 65.1   |
| Liverpool | ENG      | 2024. május 19.   |                   | 0      | 0      | 0      | 0          | 0      | 0      | 0      | 0.00   |
| összesen  | összesen | összesen          | összesen          | 241    | 150    | 51     | 40         | 533    | 233    | +300   | 62.24  |

## Sikerei, díjai

### Játékosként
- PEC Zwolle
- Holland másodosztályú bajnok: 2001–2002, 2011–2012

### Edzőként
- Feyenoord
- Holland bajnok: 2022–2023[5]
- UEFA Konferencia Liga
  - ezüstérmes: 2021–22[6]

### Egyéni
- Rinus Michels-díj: 2021–22,[7] 2022–23[8]
- Premier League – A hónap edzője díj: 2024. november[9][10]
- Premier League – Az év menedzsere díj: 2024–2025[11]